# مخروطيات الأسنان
مخروطيات الأسنان (الاسم العلمي: Conodont)، وهي حبليات منقرضة تشبه ثعابين البحر، مصنفة تحت طائفة الكونودونتيات (Conodonta). فيما مضى كانت معروفة فقط من الأحافير الدقيقة لشبيهة الأسنان التي تسمى حاليا عناصر الكونودونت، وقد وجدت منعزلة. وما زالت المعلومات عن أنسجتها الرقيقة قليلة حتى يومنا هذا. يسمى هذا الكائن أيضاً «كونودونتوفورا» Conodontophora وذلك لتجنب الخلط بين الكائن وبين عناصر الكونودونت.
لقد كانت الأجزاء الصلبة من الكونودونت الشبيهة بالأسنان هي أول ما تم اكتشافه من هذا المخلوق في السجل الأحفوري. يقول نيل شوبين: «لقد ظل الكونودونت لغزاً لمدة طويلة، فلقد أختلف العلماء حول ماهيته؛ هل هو حيواني، أم نباتي أم معدني؟ كان يدّعى بأنه ربما جزء من المحار أو الأسفنج أو من الفقاريات أو ربما حتى الديدان. لقد قطع الشك باليقين عندما ظهر الحيوان كاملاً في السجل الأحفوري. جادل علماء الأحافير لسنوات لماذا ظهرت الهياكل الصلبة، التي تحتوي على الهيدروكسيباتيتك، في المقام الأول. يمكننا القول أن هؤلاء الذين يعتقدون أن الهياكل بدأت بالعمود الفقري أو دروع الجسم، بدى لهم أن الكونودنت يبدي» أسنان غير ملائمة«. لقد كانت أول أجزاء الجسم الحاوية للهيدروكسيباتيتيك هي الأسنان، فلم تظهر العظام الصلبة في بادئ الأمر لحماية الحيوانات، بل لالتهامها».

## الوصف
هناك حتى الآن 11 طبعة أحفورية معروفة وكاملة لحيوان الكونودونت، وهذا الكائن يشبه في شكله ثعبان البحر. هذه الطبعات الأحفورية لديها 15 عنصر، أو في حالات نادرة، 19 عنصر من عناصر الكونودونت الصلبة، وهي تشكل صفوفاً متناظرة ثنائيا في الرأس. هذه الصفوف تشكل جهاز التغذية، وهو يختلف اختلافا جذريا عن فكوك الحيوانات الحديثة. هناك ثلث أشكال لهذه الأسنان (عناصر الكونودونت): أقماع مخروطية الشكل coniform cones, وقضبان متشعبة ramiform bars، ومنصات ممشطية pectiniform platforms، وكل واحدة من هذه الأشكال لها قد تؤدي وظائف مختلفة.
يتفاوت أطوال كائنات الكونودونت، غالباً ما تكون أطوالها حوالي السنتمتر الواحد، وقد يصل طول بعض أنواعها إلى 40 سم، كما هو الحاصل في جنس البروميسم. من المتفق عليه حالياً أن الكونودونت يمتلك عيون كبيرة، وزعانف شعاعية وعضلات مشرشرة بالإضافة إلى الحبل الظهري.
من المعتقد أن طائفة الكونودونت بكاملها قد قضي عليها إبان حادثة الانقراض الترياسي-الجوراسي الذي حدث قبل ما يقارب الـ200 مليون سنة.

## البيئة
تم تفسير «الأسنان» في بعض الكونودونت على أنها أجهزة تغذية بالترشيح، حيث تقوم بفلترة العوالق والهوائم من الماء عبر تمريرها أسفل الحلق. والبعض الآخر فسر بأنها «صفوف قبض وسحق». إن وضعية العينين الجانبيتين تجعل من المستبعد أن يكون الكونودونت صياد مفترس نشط. تشير العضلات المحفوظة من أحافير الكونودونت أن بعض هذه الكائنات (البروميسم على الأقل) سباحة فعالة، لكنها تفتقر إلى الاندفاع المفاجئ السريع.

## وصلات خارجية
- Mark Purnell. "An oblique anterior view of a model of the apparatus of the Pennsylvanian conodont Idiognathodus". مؤرشف من الأصل في 2016-03-04.
- "'The Jaws That Catch': an Introduction to the Conodonta". Palæos. مؤرشف من الأصل في 2019-05-19. اطلع عليه بتاريخ 2013-07-01.
- Jim Davison (15 أكتوبر 2002). "Ordovician conodonts". مؤرشف من الأصل في 2018-08-09. اطلع عليه بتاريخ 2009-07-07.